# A. E. Creese
A. E. Creese war ein britischer Hersteller von Automobilen.

## Unternehmensgeschichte
Das Unternehmen aus dem Londoner Stadtteil East Dulwich begann 1920 mit der Produktion von Automobilen. Der Markenname lautete JL. Im gleichen Jahr endete die Produktion.

## Fahrzeuge
Im Angebot stand nur das Modell Light Ten. Es wird je nach Quelle als Kleinwagen oder als Sportwagen bezeichnet. Ein Vierzylindermotor von Decolange mit 1500 cm³ oder 1600 cm³ Hubraum trieb das Fahrzeug an. Die zweisitzige Karosserie mit Spitzheck bestand aus Sperrholz.